# Mouthwash
Mouthwash é uma canção escrita pela cantora e compositora inglesa Kate Nash, para o seu álbum de estreia, Made of Bricks (2007). Foi lançado em 1 de outubro de 2007.

## Recepção da crítica
Mouthwash não obteve o mesmo sucesso de "Foundations", tanto comercialmente quanto criticamente.
Slant Magazine disse que a "Mouthwash" não conseguiu fazer jus a "Foundations", enquanto The Guardian disse que ter lançado "Mouthwash" como single foi "desnecessário".

## Faixas
Todas as canções foram escritas por Kate Nash.
CD (Reino Unido)
| N.º | Título               | Duração |  |
| 1.  | "Mouthwash"          | 5:02    |  |
| 2.  | "Stitching Leggings" | 2:17    |  |

Vinyl #1 (Reino Unido)
| N.º | Título                     | Duração |  |
| 1.  | "Mouthwash"                | 5:02    |  |
| 2.  | "Dirt (Demo from Iceland)" | 6:06    |  |

Vinyl #2 (Reino Unido)
| N.º | Título                                | Duração |  |
| 1.  | "Mouthwash"                           | 5:02    |  |
| 2.  | "Take 'Em Back" (aka. "Take 'Em Out") | 2:19    |  |

Download digital
| N.º | Título                       | Duração |  |
| 1.  | "Mouthwash" (Hot Chip Remix) | 5:26    |  |

## Desempenho nas tabelas musicais
A canção estreou em 75º no UK Singles Chart, atingindo até o 23º. A música passou apenas 8 semanas na parada antes de cair.
| Top (2007)                                    | Melhor posição |
| --------------------------------------------- | -------------- |
| Reino Unido (UK Singles Chart)                | 23             |
| Top (2008)                                    | Melhor posição |
| Bélgica (Ultratip Bubbling Under de Flandres) | 6              |